# Mwene Mbandu Kapova I
El rey Mwene Mbandu I Lyondthzi Kapova fue el vigesimoprimer monarca de Mbundalandia, en el sureste de la actual Angola, antes de la colonización portuguesa del territorio Mbunda a principios del siglo XX. Se convirtió en un monarca clave resistir la ocupación portuguesa de Moxico, lo que provocó secuestros a gran escala por parte de los portugueses. El tomó las riendas del reino Mbunda de su sobrino, el rey Mwene Katavola II Musangu.

## Primeros años
Prince (Munamwene) Mbandu Lyondthzi Kapova era el hijo de Vamwene Vukolo Ngimbu Kanchungwa, una de las hijas de la famosa Vamwene Ngambo Lyambayi. El príncipe jugó un papel importante en la guerra contra los Chokwe junto con otro príncipe conocido como Munamwene Limbuti. Munamwene Mbandu Kapova y Munamwene Limbuti habían calculado las fuerzas Mbunda y los llevó personalmente a la destrucción y causando venganza contra las empalizadas fortificadas de los jefes de Chokwe y sus súbditos. Esto ocurrió después de que Mbunda descubrió que su 20° Monarca, Mwene Katavola II Musangu no llegó al palacio en Kovongo en los días posteriores a la batalla Mbunda-Chokwe, después de haber sido emboscado y asesinado por los guardias Chokwe que luego huyeron, todo de camino de regreso a su patria original, en la actual República Democrática del Congo.
El tío del rey. Mwene Katavola II Musangu, the tough Prince Munamwene Mbandu Lyondthzi Kapova, a cambio de cinco reses y treinta esclavos, prometió sostener una guerra sistemática de venganzacontra los Chokwe por la muerte de su sobrino. La empalizada de los Chokwe Mwa Ndumba en el valle del río Kwitu, Mwa Mwa Chinjenge Kanyika y en el valle Kwandu fueron todos atacados. La mayoría de los Chokwe encontró en esas áreas y en la localidad del valle Kovongo fueron asesinados y sus cuerpos arrojados en los ríos, quemados o decapitados y empalados en estacas. El jefe Chinjenge de los Chokwe se rindió a Munamwene Mbandu Lyondthzi Kapova. Sobre todo fueron tomadas y separadas de los demás cautivos las mujeres Chokwe jóvenes y atractivas. Fue como resultado de estas batallas, así como las producidas por Munamwene Mbandu Lyondthzi Kapova contra los Chokwe que la relación duradera entre el Mbunda y la Chokwe se desarrollaron.

## Sucesión
King Mwene Mbandu I Lyondthzi Kapova se hizo cargo del gobierno del Mbundaland de su sobrino Mwene Katavola II Musangu. Mwene Mbandu I Lyondthzi Kapova también dirigió el Mbunda en su confrontación armada con el Luvale que estaban ansiosos de romper el poder militar y la independencia del Estado Mbunda y quería capturar esclavos para la venta. Los dos se oponen a las fuerzas militares comprometidos entre sí en la lucha armada en la zona Lunjweva y Mwene Mbandu I Lyondthzi Kapova dispararon y mataron a Masambo, el líder de las fuerzas luvale invasores. Con la eliminación de Masambo, los invasores fueron puestos en fuga y obligados a batirse en retirada apresurada y desordenada de regreso a su tierra natal. 
En reconocimiento de la capacidad de Mwene Mbandu I Lyondthzi de Kapova en sofocar las amenazas contra los Mbunda se le dio cariñosamente el sobrenombre: "Extintor de llamas". Kathzima Mishambo que significa que el La nación Mbunda mantuvo invicto y en un estado de preparación militar completo Así que cuando el. orgulloso Mbunda oído hablar de las aventuras militares de la Lozi de Litunga Lubosi-Lewanika, que estaban preparadas para ellos, en caso de que se aventuraron en Mbundaland el Lozi que estaban familiarizados con la capacidad militar. y la sagacidad del Mbunda, nunca emprendió una campaña militar contra el Mbunda de Mwene Mbandu Lyondthzi Kapova "Kathzima-Mishambo-el extintor de llamas".

## Primer alzamiento contra los portugueses
Los Reyes Mbunda mantienen vínculos comerciales con los comerciantes portugueses en el interior de la Bié Plateau y en la costa del Atlántico a través de sus agentes de largo tiempo, los comerciantes Ovimbundu. Este comercio fue posteriormente interrumpido por la guerra portuguesa de la ocupación en 1914, que llevó al país de los Mbunda en el territorio de Angola en 1917 conexiones comerciales también prosperó con las nacionalidades adyacentes como los Akwanyama, Ovambo, Chokwe, Luvale, Lozi, Luimbi, Herero, the Humbi, Chimbandi, Nyemba, Ngonjelo, Lunda, the Vangati, Mashi, Mbukushu, Makoma and Nyengo.
Con el paso del tiempo, los colonos portugueses fueron engatusados por sus representantes comerciales en el desarrollo de un mayor interés en los territorios colonizados en el interior y los que están más al este de su ocupación inmediata. Esta presión sobre los colonos portugueses se mantuvo durante mucho tiempo debido a los intereses comerciales de los comerciantes portugueses en estos territorios habían aumentado y por lo tanto deseaba mucho ponerlas bajo el control exclusivo de Portugal antes que los ingleses, más al este, impusieron las manos y Mbunda país y otros territorios.
Los comerciantes portugueses importantes, tales como el famoso Antonio Francisco da Silva, también conocido como Silva Porto, se dieron cuenta de que era para su propio beneficio y ventaja, así como de Portugal que los portugueses se apresuraron a llevar a los restantes territorios bajo su firme control. Como se hizo evidente que, Angola o África Occidental Portuguesa finalmente sería rodeada de territorios no controlados por los portugueses haciendo así una imposibilidad de la presunta unión de Angola y Mozambique, los comerciantes portugueses se hicieron más amargado y desesperado. Montaron presión sobre las autoridades portuguesas a utilizar su poder e influencia para establecer misiones y fortalezas en los territorios no controlados con el fin de evitar que los agentes extranjeros actuaran en nombre de las potencias europeas extranjeras mejor organizadas o competidores.
Como paso preliminar para la aplicación de la política de colonización de Mbundalandia, las autoridades portuguesas enviaron un número de comerciantes portugueses para establecer puestos de comercio bajo la escolta de armados pombeiros, mulatos y una variedad de grupos de diferentes etnias que se originó a partir de las zonas de influencia occidental, sur y sur-oeste y las zonas costeras en el talón de la brutal colonialismo portugués. Comerciantes portugueses de la talla apodados como "Kamulingi" (que significa pequeña calabaza), "Saluwe" en Nengu en su confluencia con el río Luwe, "Kapiyo" en Kashwango, "Chayevala" en N'inda de Lumbala Ngimbu, otro "Kapiyo en Kembo," Kamuku (que significa "pequeña rata ') en Lwati," Lima Samakaka "en la fuente de la Kashwango, en el área de Mwene Likina," Pelela ", y muchos otros comerciantes estableció puestos comerciales en otras áreas de Mbundaland. Los comerciantes portugueses se establecieron con expediciones interminables que se enviaron para reponer la mercancía requerida; desde el interior de la Bié Plateau y desde los puntos más lejanos en la costa atlántica, donde el portugués ya había instalado a sí mismos como conquistadores sin escrúpulos y colonialistas, después de feroces guerras de oposición al colonialismo portugués.
Conforme pasaba el tiempo, los comerciantes portugueses y sus pombeiros experimentaron la resistencia del Mbunda encabezados por su monarca, el rey Mwene Mbandu I Lyondthzi Kapova también llamado Kathzima Mishambo (el extintor de llamas) enfrentado al colonialismo portugués y su avaricia. A pesar de la floreciente comercio con los portugueses, Mbunda se mantuvo firmemente opuesto a la pérdida de su soberanía a través de la colonización. El rey Mwene Mbandu I Lyondthzi Kapova y sus súbditos eran muy conscientes de la proximidad del autoritarismo portugués, de los cuales sus compatriotas africanos hacia el oeste, al sur-oeste, al norte, al noroeste ya lo largo de la costa no habían sido capaces de mantener fuera de sus territorios, a pesar de la fuerte resistencia armada.
A partir su propia experiencia con los portugueses y conociendo la experiencia de otros pueblos, el rey Mwene Mbandu I Lyondthzi Kapova y los Mbunda sabían que, con el fin de mantener su autogobierno, probablemente tendrían que derramar sangre en la oposición armada contra la implacable marcha del colonialismo portugués.
Los funcionarios administrativos coloniales portugueses tenían la práctica de mantener como rehenes, esposas de esos aldeanos Mbunda que no podían darse el lujo de pagar el impuesto de capitación. Este acto y otra brutalidad conmocionó al Mbunda. Vencieron a los recaudadores de impuestos a la muerte, tomaron sus armas y se fueron en un alboroto, superando a los comerciantes portugueses y quemar los puestos comerciales. Los pequeños comerciantes tiendas fueron igualmente saqueados y quemados; sus mujeres fueron tomadas como parte del botín y se "casaron" por sus captores. Algunos comerciantes lograron escapar al centro administrativo deKangamba, donde los portugueses habían establecido primero como gobernantes coloniales del Mbundaland. El establecimiento fue nombrado después de Mwene Kangamba, el jefe local Mbunda cuales los funcionarios coloniales portugueses encontraron en esa zona cuando llegaron y construyeron su centro colonial allí. Este episodio fue seguido por una guerra de represalias contra los Mbunda libradas por los amos coloniales portugueses y sus fuerzas de apoyo.

## Relaciones con los Portugueses
Los comerciantes y colonos portugueses que sobrevivieron se alarmaron grandemente por esta situación y se apresuraron a traer el Reino de Mwene Mbandu I Lyondthzi Kapova "Kathzima Mishambo" bajo su colonización y control estricto. Funcionarios portugueses acompañados por soldados armados y escoltas fueron enviados a establecer fuertes en diversas áreas de Mbundaland. Con posterioridad a la creación de estos centros administrativos fortificados, los colonialistas portugueses introdujeron un impuesto controvertido en todo el Reino peligro de Mwene Mbandu I Lyondthzi Kapova "Kathzima Mishambo". Los Mbunda nunca habína prestado homenaje a una potencia extranjera, a excepción de sus propios gobernantes soberanos y los miembros de la realeza subordinados en su reino.
Mwene Mbandu I Lyondthzi Kapova y sus súbditos se dieron cuenta de que su reino había sido penetrado por una raza maligna y un sistema malévolo que desea la usurpación de su libertad y de la ocupación de su patria. Los colonos portugueses, por su parte, eran conscientes del hecho de que a pesar de los Reyes Mbunda detestaban el colonialismo, especialmente Mwene Mbandu I Lyondthzi Kapova Kathzima Mishambo, podían afirmar su autoridad mediante la realización de estrategias de lo que socavaría coordinados Mbunda oposición al dominio portugués. Ya que Mwene Mbandu I Lyondthzi Kapova estaría obligado a jugar un papel importante en cualquier revuelta armada contra el colonialismo portugués, los colonos portugueses establecieron discretamente sobre la búsqueda de un miembro real Mbunda susceptible que apoyaría las ambiciones portuguesas. El sistema Mbunda de regla tradicional había sido tal que el gobierno soberano de todo el reino residía en el rey que tenía que venir de la línea matrilineal central de la jerarquía real. Esta un poco limitado el número de aspirantes a miembros de la realeza al trono central. Al mismo tiempo hubo un sistema eficaz, descentralizado de gobierno tradicional en las numerosas zonas y localidades que componen Mbunda país. Aquí numerosos príncipes y princesas cumplen sus funciones como jefes y chieftesses de las personas bajo su jurisdicción. Este sistema de gobierno tradicional había sido uno de los factores fundamentales que han contribuido a la estabilidad relativa y la consolidación del Estado nacional Mbunda desde la época del fundador de renombre Mwene Yambayamba Kapanda.
Los colonos portugueses decidieron hacer un movimiento preventivo contra esta oposición a su gobierno. Colaboraron en privado con uno de los comerciantes portugueses en Lwati, donde Mwene Mbandu I Lyondthzi Kapova tenía su palacio Kalyamba, para convocar al rey Mbunda en su nombre. El comerciante portugués apodado Kamuku y las tropas portuguesas estaban esperando para el monarca. El comandante blanco de las tropas portuguesas, que fue apodado "Kahombo", cortésmente, pero con fuerza, dijo Mwene Mbandu I Lyondthzi Kapova que el Gobernador portugués exigió una audiencia con el Rey y había enviado sus tropas para escoltar al "Gran Rey" para el mismo propósito. El monarca Mbunda respondió con calma que el comandante debe dejar claro al gobernador que, como él era el gobernante soberano del país Mbunda, tuvo el derecho de oponerse a la demanda de que el gobernador debería, en cambio viajar al país Mbunda ya que fue el quien deseaba tener una audiencia con el monarca. Por su parte Mwene Mbandu I Lyondthzi Kapova no tenía ningún deseo de ver al gobernador en la lejana Luanda.
El comandante portugués y sus subordinados insistieron en que no podían regresar sin el "Gran Rey" porque el gobernador simplemente exigió tener una audiencia con él y estaba dentro de su derecho y el poder para hacerlo y, además, sus tropas estaban disponibles para dar el "gran rey" un salvoconducto para el gobernador.
Mientras la polémica entre Mwene Mbandu I Lyondthzi Kapova y sus oponentes portugueses se encendía, los Mbunda se enteraron de que su soberano estaba bajo coacción de los portugueses. Como una maniobra táctica del rey parecía haber aceptado ir junto con las demandas portuguesas que será acompañado a ver al gobernador. En realidad, él no tenía la intención de sucumbir a la presión portuguesa ni capitular sin convicción y sin derramamiento de sangre por sangre. Al alcance del oído de sus cortesanos Mwene Mbandu I Lyondthzi Kapova Kathzima Mishambo (el extintor de llamas) instruyó a su sobrino Munamwene Kazungo Shanda que después de haber sido llevado por las tropas portuguesas, Shanda debe tener arma cargada especial del rey con poderes mágicos y disparar en el sol del mediodía. El rey le dijo a su sobrino y los cortesanos que cuando el ritual esotérico se había llevado a cabo según las indicaciones que se convertiría en invisible para las tropas portuguesas que estarían escoltarlo y él podría hacer su camino de regreso a la sede del palacio Kalyamba en Lwati. Mwene Mbandu I no ayudó mucho a Lyondthzi Kapova Kathzima Mishambo saber que su sobrino era un ambicioso traidor y no seguir las instrucciones del rey. Mwene Mbandu I Lyondthzi Kapova, su Mwata wa Mwene Shwana Mbambale, sus dos médicos personales y asistentes especiales, Mwata Kambalameko y Mwata Vitumbi, algunos cortesanos importantes, así como varios de sus guardaespaldas fueron secuestrados y se lo llevaron en 1914 por las tropas coloniales portuguesas montado a caballo.

## Peleando contra los Portugueses
Tras el secuestro de su Rey Mwene Mbandu I Lyondthzi Kapova, los Mbunda libraron una feroz campaña armada en defensa de su patria. La tecnología sin embargo, con la ayuda de las fuerzas portuguesas en la obtención de una ventaja en la guerra, ya que tenían un suministro constante de la pólvora para sus armas. Sin el conocimiento para hacer la pólvora, los Mbunda finalmente encontró sus avancarga inútil y cada vez más confiado en sus arcos y flechas, así como algunas otras armas tradicionales que fueron adecuados para el contacto cercano guerra. La potencia de fuego portuguesa tomó una pesada carga de los Mbunda, algunos de los cuales comenzó a lanzar sus avancarga en los ríos por falta de pólvora. Los portugueses finalmente desalojado el Reino de Mbunda extendiendo el territorio de Angola sobre Mbundalandia.